# Вільям де Ла Поль
Вільям де Ла Поль (англ. William de la Pole; д/н — 21 червня 1366) — середньовічний державний діяч, торгівець, фінансист королівства Англії.

## Життєпис
Походження достеменно невідомо. Одні розглядають його предків як купців, а інші — шляхтою. Втім подальша кар'єрі свідчить, що його батько і дід відносилися до лицарського стану. За різними версіями батьком був сер Вільям де ла Поул з Повісленда, четвертий син сера Гріффіна де ла Поля; сер Льюїс (Ллівелін) де ла Поул і його дружина Сибілла.
Здобув гарну освіту. Разом з братами Річардом (старшим) і Джоном (молодшим) мешкав в місті Кінгстон-апон-Галл, де вже у 1310 роках стали помітними купцями вовною. 1317 року разом з Річардом призначаються заступниками головного королівського батлера (управителя). Водночас брати стали займатися лихварством (давали позики іншим купцям та ремісникам) та земельними операціями. З 1318 року цю посаду обіймав лише Річард де Ла Поль.
У 1321—1324 роках Вільям з братом Річардом були камергерами Кінгстон-апон-Галла. Їхні дії включали суму в 306 фунтів стерлінгів, витрачену на покращення укріплень рідного міста у 1322 році. У 1320-х роках Вільям експортував все більшу кількість вовни. У той же період почав фінансувати короля Едуарда III, який вступив у протистояння з Францією за Гасконь.
Вільям з братом надав 2 тис. фунтів стерлінгів позики для найму Робертом Мортімером голландських найманців для повалення Едуарда II. У 1327 році значення братів Вільяма і Річарда у державі зросло під час відновлення війни з Шотландією під час регентством Роджера Мортімера при пануванні Едуарда III. Позичено останньому було 4 тис. фунтів стерлінгів. Для компенсації отримав частину митних зборів з митниці в Кінстон-аон-Галлі. У 1328 році разом з братом (1327 року той отримав посаду королівського гейджера — перевіряв вміст винних діжок) отримав з митниці свого міста і Бостона ще 2 тис. фунтів стерлінгів в розрахунок попередніх позик. До 1329 року борг скарбниці перед де Ла Полями зросла до 13 тис. фунтів стерлінгів. Натомість Вільям з братом отримав у володіння манор Майтон.
1331 року розділив з братом Річардом єдиний капітал та майно, отримавши північні маєтки та комори. 1332 року Вільям стає мером Кінгстон-апон-Галла. Того ж року розділив манор Майтон з Річардом. Перебував на посаді мера до 1335 року. Протягом 1330-х років фінансував харчі та спорядження для війни з шотландцями. У 1333 і 1335 роках виконував дипломатичні доручення до Людовика II, графа Фландрії, щоб той не допомагав шотландським піратам. За цим торгував з Аквітанією та Гасконью. 1335 року Вільям призначається доглядачем бірж (тут мінялися гроші) в Кінстон-апон-Галлі, Лондоні, Ярмуті, Бостоні та Дуврі. Проте на посаді протримався декілька місяців.
Потім здійснював спорядження військових кораблів під час початку Столітньої війни. 1337 року призначено очільником королівської вовняною компанією, з доходів якої фінансувалася війна. Для цього її було оголошено монополістом з експорту вовни. Небажання виробників продавати за фіксованими цінами, контрабанда вовни спричинила фінансові труднощі. 1338 року отримав від короля доручення арештувати в портах якомога більше суден для перевезення товарів королівської компанії.
З червень 1338 року по жовтень 1339 року позичив королю 111 тис. фунтів стерлінгів. Купив за 22 650 фунтів стерлінгів маєтки Берствік в Голдернесс, Вітлі та Грінлі в Нотінгемширі, які належали королеві Філіппі. 1339 року погасив борг короля у 50 тис. флоринів перед Бодуеном Люксембургом, архієпископ Тріру. Невдовзі отримав звання баннерету, а потім призначається на посаду головного барона (судді) скарбниці. Також разом з братом Річардом звільнений від плати за манор Майтон.
Напочатку 1340 року Вільям позичив королю значні гроші під заклад доходу 14 митниць. Того ж року разом з братом Річардом і сером Джоном де Пултені були заарештовані. Їм було висунуто звинувачення у невдачі Королівської вовняної компанії, був ув'язнений у замку Дівайзіс, його землі конфісковано. У травні 1342 року його звільнено (під поруку Ральфа Невілла та Вільяма д'Уффорда, графа Саффолка), а з 1343 року він знову почав фінансувати королівські військові кампанії, оскільки інші банкіри — італійській дім Перуцці цього року збанкрутував. Для цього створив торговельно-фінансову організацію з 34 впливових купців. 1344 року звинувачення проти Вільяма було скасовано. Продовжив фінансову підтримку короля у 1345 році. Того ж року збанкрутував інший конкурент де Ла Поля — італійський банкірський дім Барді.
1353 року відновлено звинувачення в контрабанді вовни проти Вільяма де ла Поля, змусивши його відмовитися від права на маєток Берствік. Водночас проти нього подали позови його колеги по компаніям 1330-х і 1340-х років. У 1354 році він підписав документ, який скасував усі борги короля (21843 фунта стерлінгів) перед ним в обмін на його помилування. 20 жовтня був звільнений з-під варти. Натомість Вільям та його синові Майклу збільшено було сплати з митниці в Кінгстон-апон-Галлі з 260 до 400 фунтів стерлінгів. 1363 року знову опинився під судом за порушення правил експорту вовни. Сплатив штраф у 100 фунтів стерлінгів. Помер 1366 року в власному маєтку Лоугейт.

## Родина
Дружина — Катерина, донька сера Волтера Норвіча
Діти:
- Майкл (1330—1389), 1-й граф Саффолк
- Едмунд, капітан Кале в 1387 році
- Волтер
- Томас (д/н—1361)
- Бланш, дружина Річарда ле Скропа, 1-го барона Скроупа з Болтона
- Маргарет, дружина Роберта Невілла